# Баянаульский национальный парк
Баянау́льский госуда́рственный национа́льный приро́дный парк (Баянау́л, каз. Баянауыл мемлекеттік ұлттық табиғи саябағы) — национальный парк в Казахстане, расположенный на юге Павлодарской области (Баянаульский район), в 100 км от города Экибастуз, на окраине Центрально-Казахстанского мелкосопочника. Входит в число особо охраняемых природных территорий Казахстана.
Парк был основан в 1985 году, явившись первым национальным парком Казахстана. Основанием для создания парка явилась необходимость сохранения и восстановления естественной флоры и фауны Баянаульского горного массива.
Общая площадь парка составляет 68 452,8 га.

## География
Территория парка расположена в пределах Казахского мелкосопочника, который, оформившись как крупная горная страна ещё в верхнем палеозое, пережил долгую историю континентального разрушения и поэтому в настоящий момент имеет относительно небольшие высоты (от 400 до 1027 м над уровнем моря). Самая высокая точка Баянаула (1027 м) — гора Акбет. По легенде гора была так названа в честь девушки Акбет, бросившейся с неё, когда её отдали замуж за нелюбимого.
На территории парка расположены четыре относительно крупных пресноводных озера — Сабындыколь, Жасыбай, Торайгыр и Биржанколь. Помимо них есть много небольших озёр, некоторые из которых в засушливое время года значительно мелеют.

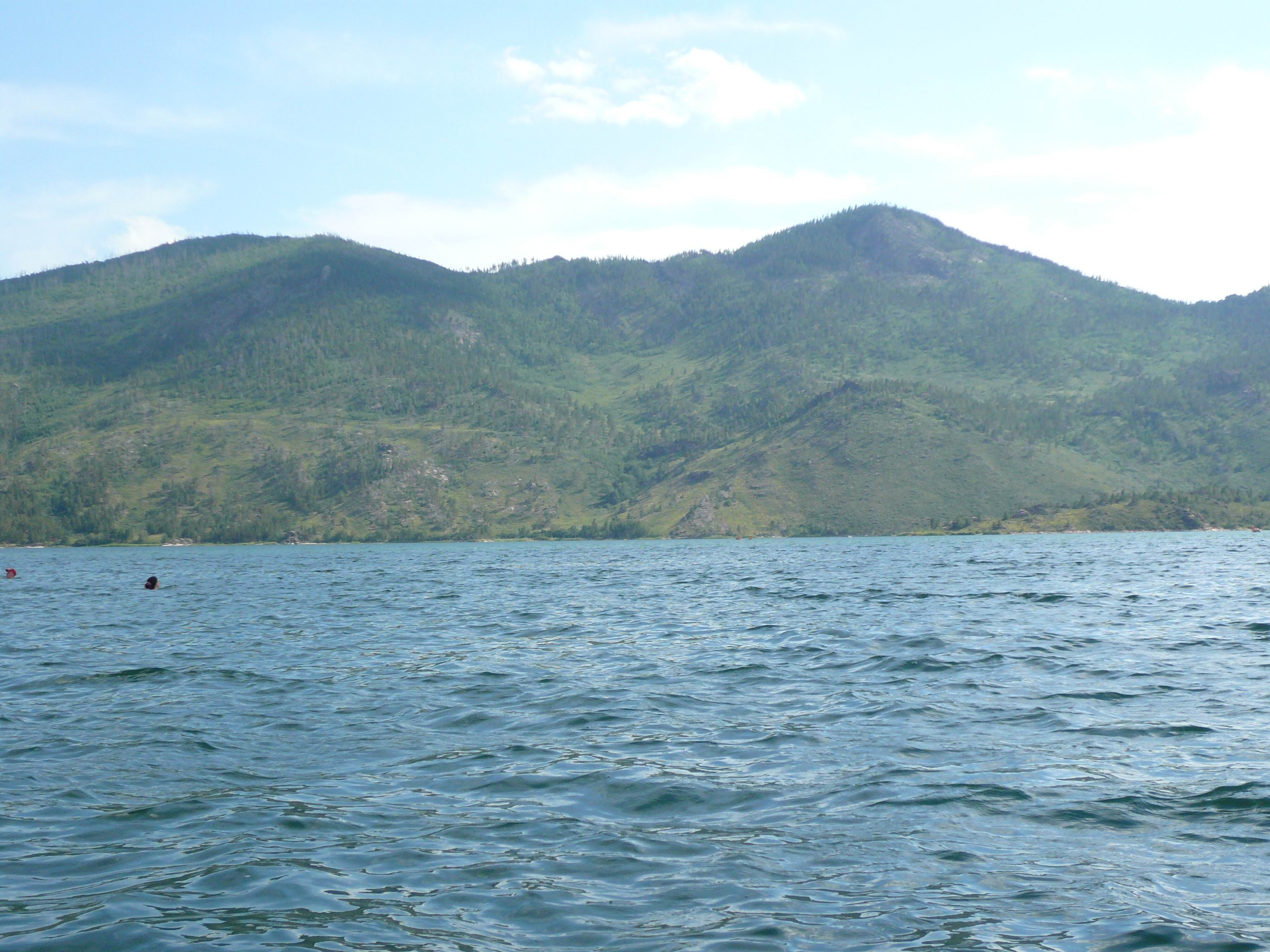
Озеро Жасыбай

Самое крупное озеро — Сабындыколь (каз. Сабындыкөл, буквально — «мыльное озеро»), на берегу которого располагается посёлок Баянаул. Названо озеро так благодаря своей особой, мягкой воде, словно мыльной на ощупь. По легенде, в озере мыла свои прекрасные волосы красавица Баян и обронила в него своё мыло.
Самое прозрачное и второе по величине — озеро Жасыбай, расположенное в котловине между горными грядами. Жасыбай — одно из любимых туристами мест для купания из-за красивому виду, открывающемуся с пляжа и своей чистой воде. По легенде, названо озеро было в честь казахского батыра Жасыбая, погибшего на берегу в сражении с захватчиками.
Торайгыр является третьим по величине и наиболее высоко расположенным над уровнем моря. Вода его не так прозрачна как в Жасыбае, поэтому он менее популярен для купания, зато в нём водится много рыбы, в частности сазан, что делает его заманчивым местом для рыбаков. Это озеро было названо в честь казахского поэта Султанмахмута Торайгырова, детство которого прошло в этих краях (в одноимённом посёлке, расположенном недалеко от озера и также названном в его честь действует музей поэта).
Быржанколь является самым небольшим озером из четырёх. Его диаметр около 800 метров. На его берегу расположен одноимённый аул, с числом жителей 56 человек. Данное озеро представляет, как и Торайгыр, интерес для рыболовов. В нём водится сазан, карп, карась. Своё название озеро получило от казахских слов. Быр — один, жан — душа, коль — озеро. В переводе это означает «Озеро одной души».

### Флора

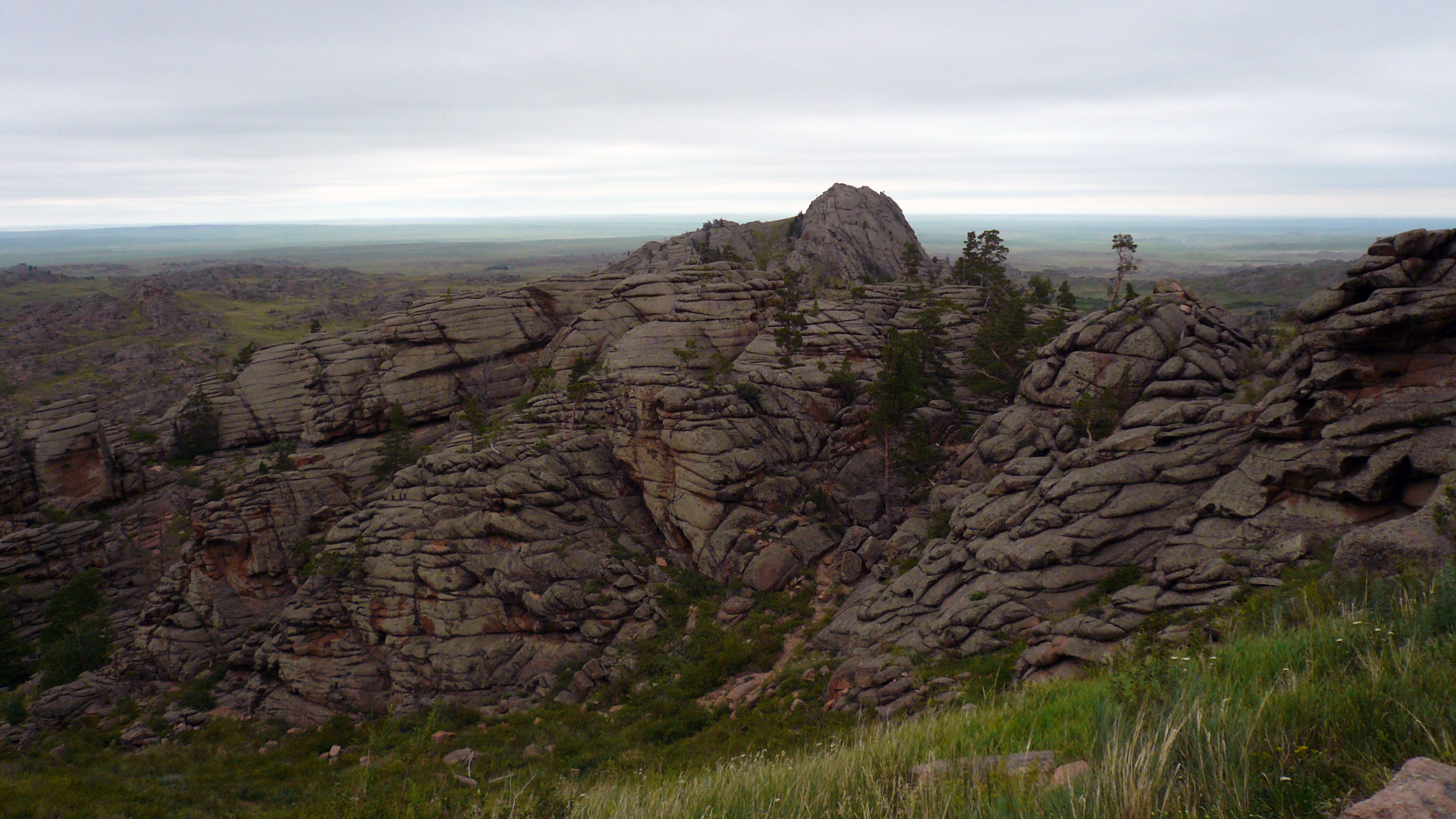
Скалы, поросшие сосной

В парке представлено четыре вида растительности — лес, лесостепь, степь и луг.
Флористическое разнообразие парка насчитывает около 460 видов, включая баянаульскую сосну и чёрную ольху. Баянаульская сосна характерна тем, что растёт преимущественно на скалах, создавая причудливое сочетание камня и растительности. Особо удивляет разнообразие растительности в парке, учитывая, что он находится среди полупустынной степи со скудной растительностью. Наряду с берёзой, сосной, ольхой и осиной, в парке произрастает много кустарников, в том числе ягодных — малина, шиповник, смородина, боярышник. На лугах в изобилии встречаются заросли земляники. Лесные заросли изобилуют грибами. В парке насчитывается до 50 видов реликтовых растений, включая реликтовую чёрную ольху и реликтовую каменную смородину.

### Фауна
В Баянауле обитают около 50 видов птиц и 40 видов зверей, среди которых, как имеющих большую ценность, можно выделить группу боровой дичи, а также архара, косулю, барсука, белку. Особой гордостью парка является архар, занесённый в Красную книгу, как редкий и исчезающий вид животных, нуждающийся в охране.

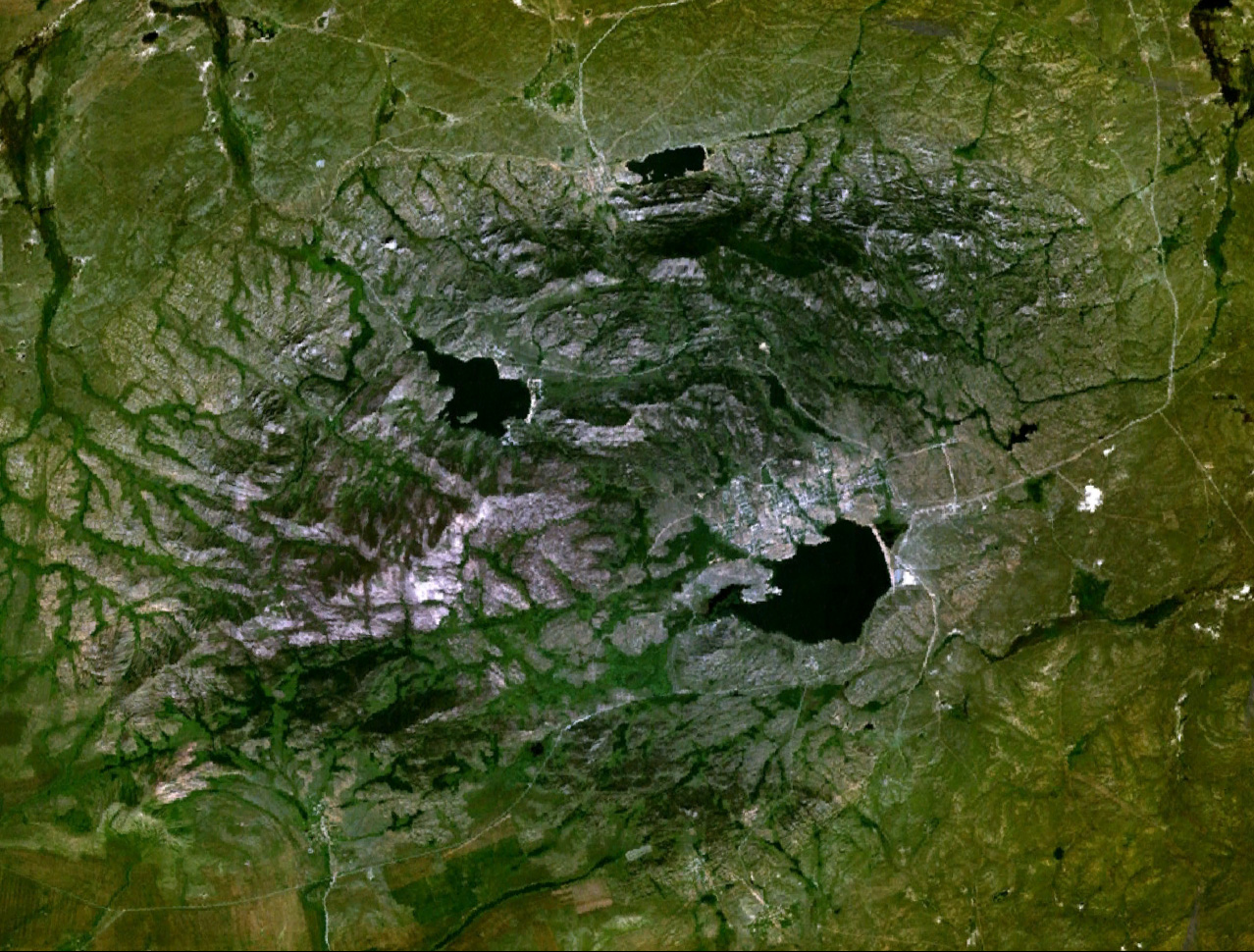
Спутниковый снимок Баянаула, внизу озеро Сабындыколь, левее — Жасыбай

Из птиц в парке можно встретить журавля, лебедя, цаплю, дрофу, из хищных — беркута, пустельгу и коршуна.

### Климат
Баянаульские горы расположены в центре Азиатского материка и потому имеют климат континентального типа. Среднегодовая температура составляет 3,2 °С. Средняя температура января −13,7 °С, минимальная −17,8 °С.
Средняя температура июля 14,6 °С, максимальная достигает 32,6 °С. Средняя продолжительность безморозного периода составляет всего 140 дней. Годовое количество осадков составляет 340 мм с вариациями в отдельные годы от 190 до 494 мм. Средняя годовая скорость ветра в Баянауле составляет 2,9 м/сек.
Хотя для местности характерен резко континентальный климат, в Баянауле не бывает сильных ветров и песчаных бурь, которые обычны для степных районов Павлодарской области.

## Туризм
Баянаул является одним из излюбленных мест для туристов, преимущественно из близлежащих городов Центрального и Северного Казахстана. На территории парка действует большое количество домов и зон отдыха. Большинство из этих зон, однако, снабжены лишь примитивной инфраструктурой и условиями обитания, близкими к спартанским. В частности там отсутствует канализация, в коттеджах нет источников питьевой воды и умывальников, а для того чтобы попасть в душ, как правило, нужно выстоять очередь.

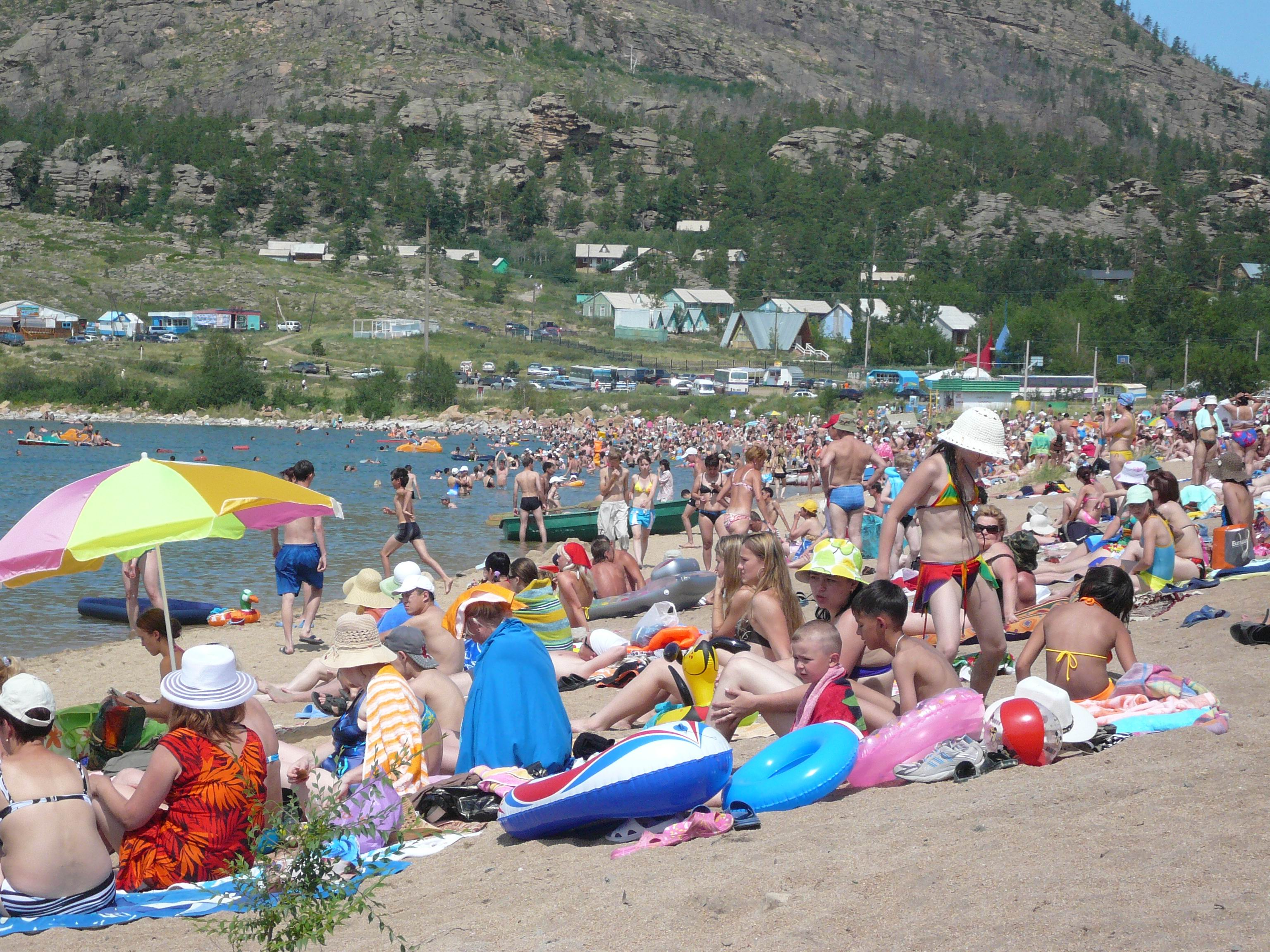
Пляж Жасыбая

Всё это однако не останавливает туристов, влекомых красотой здешней природы, а также отдельными местами, считающимися у религиозных людей «священными».
В парке доступны несколько видов отдыха, включая купание, прогулки по горам, скалолазание, поездки на горных велосипедах. Во многих зонах отдыха действуют туристические экскурсии, где заплатив относительно небольшую плату (около 500 тг по состоянию на 2007 год), можно увидеть основные достопримечательности парка — «священную пещеру», «каменную голову» («Бабу-Ягу»), камень «мужское достоинство» и другие. Основным местом для купания является озеро Жасыбай, как самое чистое и прозрачное среди остальных озёр. Кроме того, с его берегов открывается живописный вид. Именно на берегу этого озера действует наибольшее количество зон отдыха, а на пляже доступны прокат катамаранов, гребных лодок. Рекреационная зона близ четырёх главных озёр создана по проекту лауреата Государственной премии Казахстана Муратбека Жандаулетова.

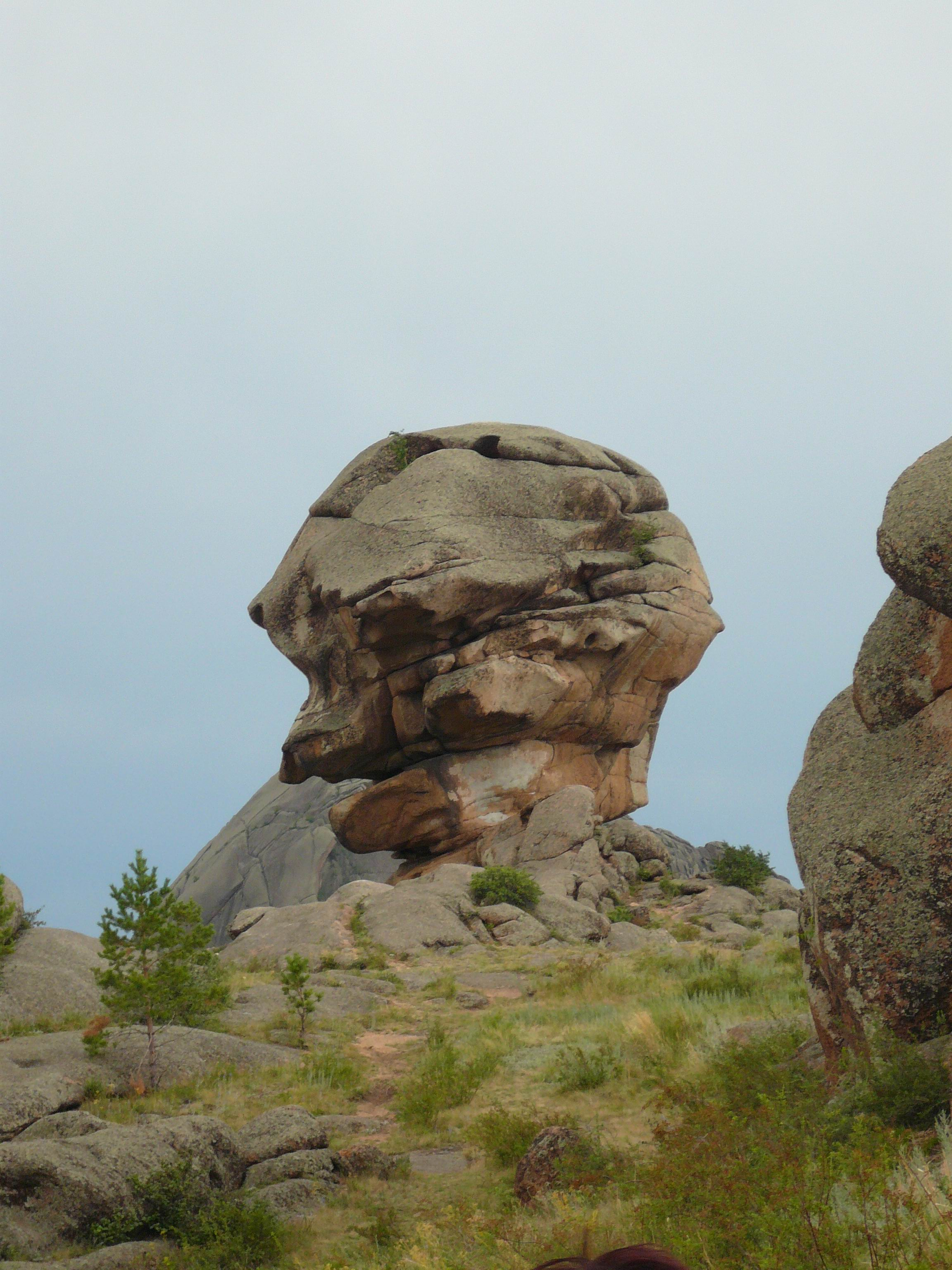
Баба-Яга

### Достопримечательности
Особый интерес для туристов в Баянауле представляют отдельные скалы и камни, принявшие в результате многовековой обработки ветром и водой причудливые очертания и подчас напоминающие животных, людей или даже грузовик, спускающийся с горы. Среди наиболее известных — изваяние «Баба-Яга» (каз. кемпір тас). При наблюдении под определённым углом оно действительно отдалённо напоминает голову лысой беззубой старухи с коварной ухмылкой. Другое не менее известное создание здешней природы — камень «мужское достоинство», говорящий своим названием сам за себя. Среди других камней причудливой формы — верблюд, головы мамонта и гориллы, профиль, летающая тарелка, динозавр, голубь, конская голова и многие другие.

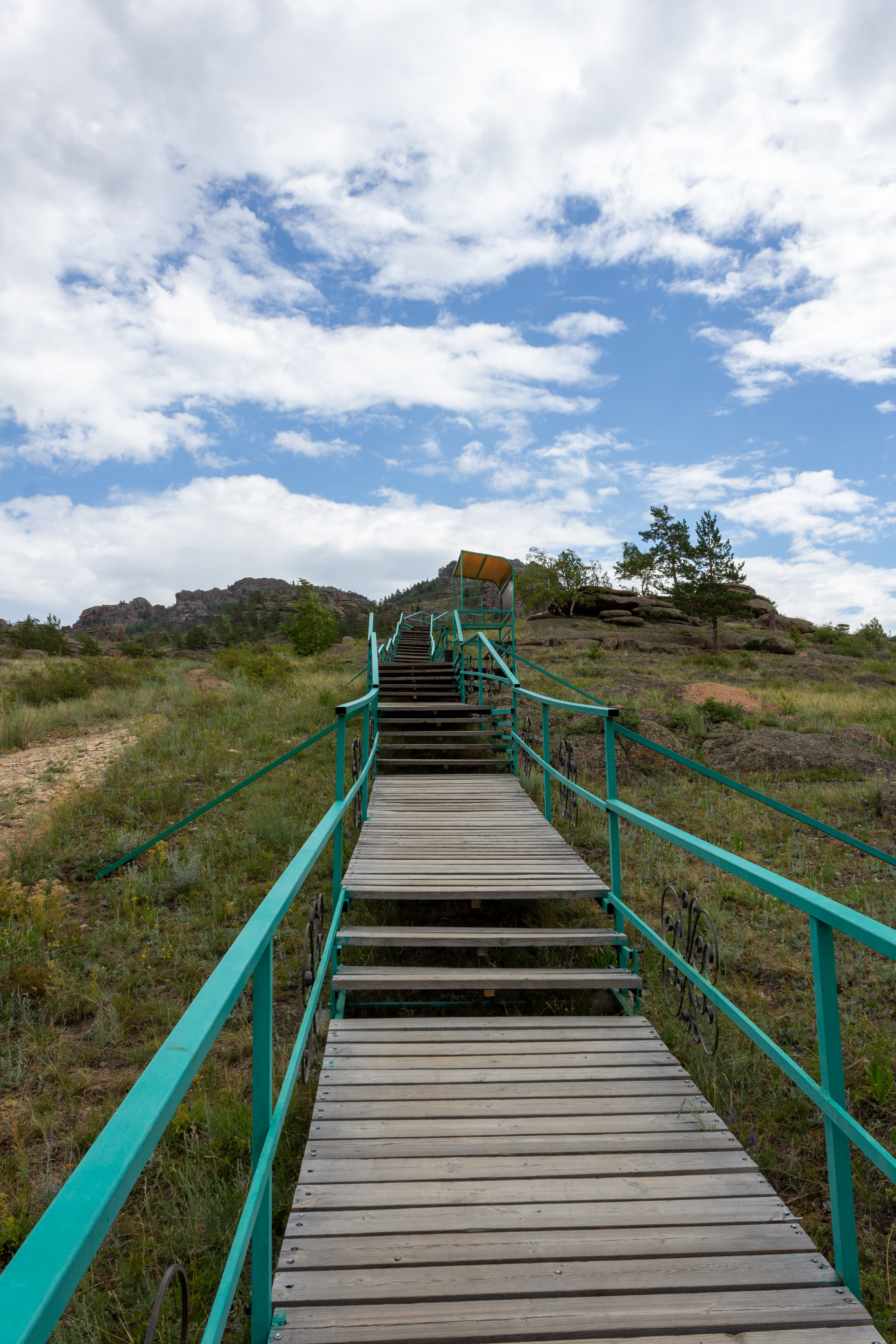
Лестница к пещере Коныр-Аулие

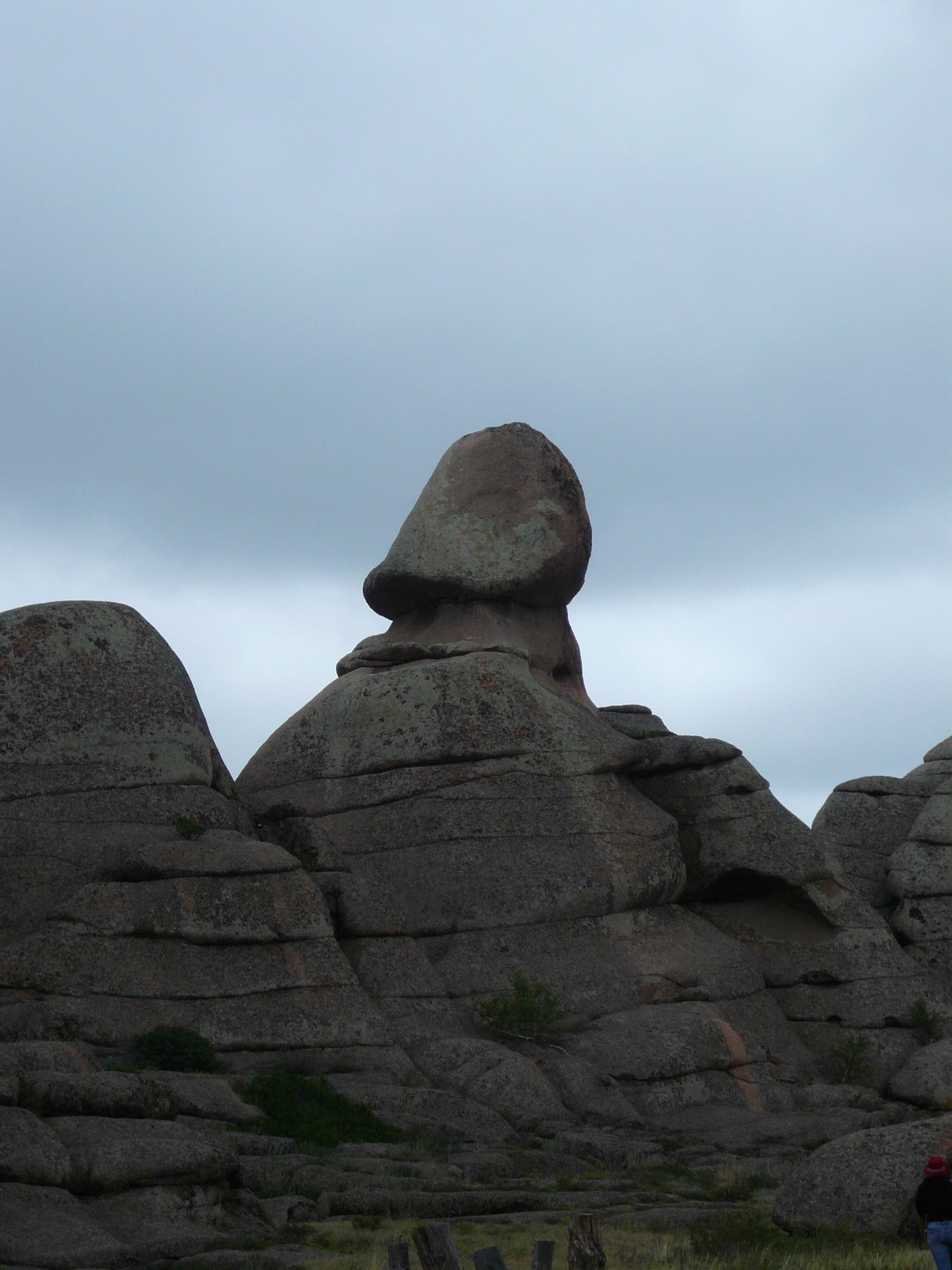
Камень «Мужское достоинство»

У скалолазов популярностью пользуются гора «Найзатас», что с казахского переводится как «каменное копьё» и Пик Смелых, а также гора Акбет, как самая высокая. На вершине горы «Найзатас» расположены шесть озёр, пересыхающих в засушливый период.
Одна из здешних достопримечательностей — пещера Коныр-Аулие. Согласно поверьям считается, что у каждого, кто войдёт в пещеру и загадает желание, прикоснувшись ладонью к её стене, а затем выйдет, не поворачиваясь головой к выходу, загаданное желание сбудется. Также существует поверье, что пещера помогает бесплодным родителям завести ребёнка, для чего в ней совершается специальный ритуал. Так это или нет, неизвестно, но поток туристов к пещере в те дни, когда она открыта для посещения, не прекращается. Расположена она на довольно значительном возвышении и подъём длиной более чем в километр к ней приходится преодолевать пешком. В 2020 году от подножия до самой пещеры, была возведена современная лестница с зонами отдыха.

## Галерея

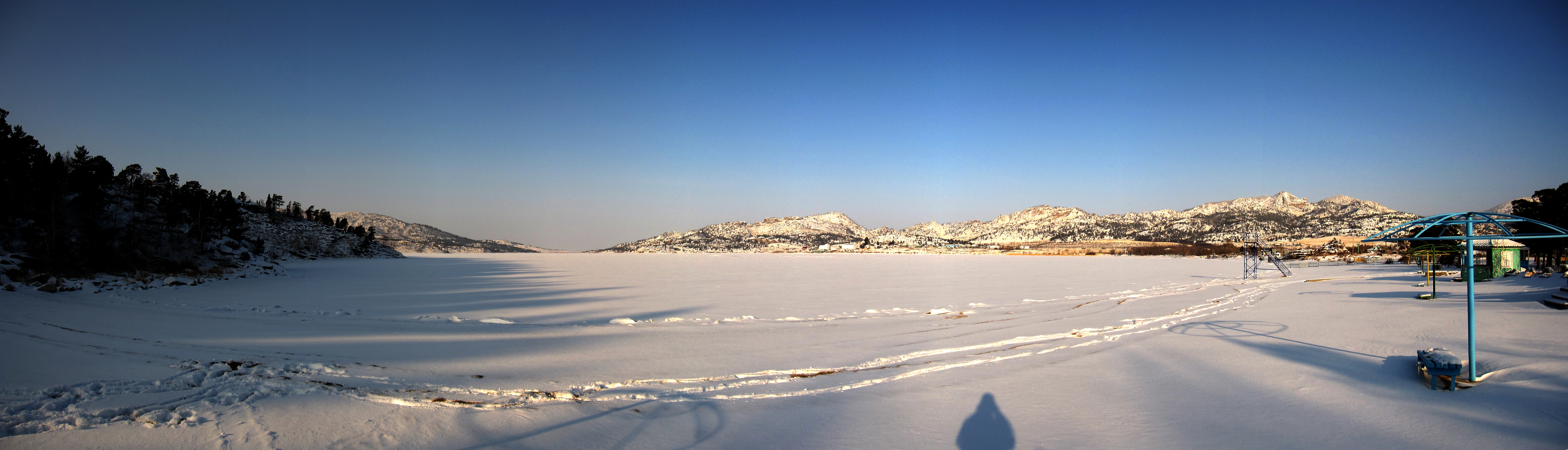
Зимний вид Жасыбая
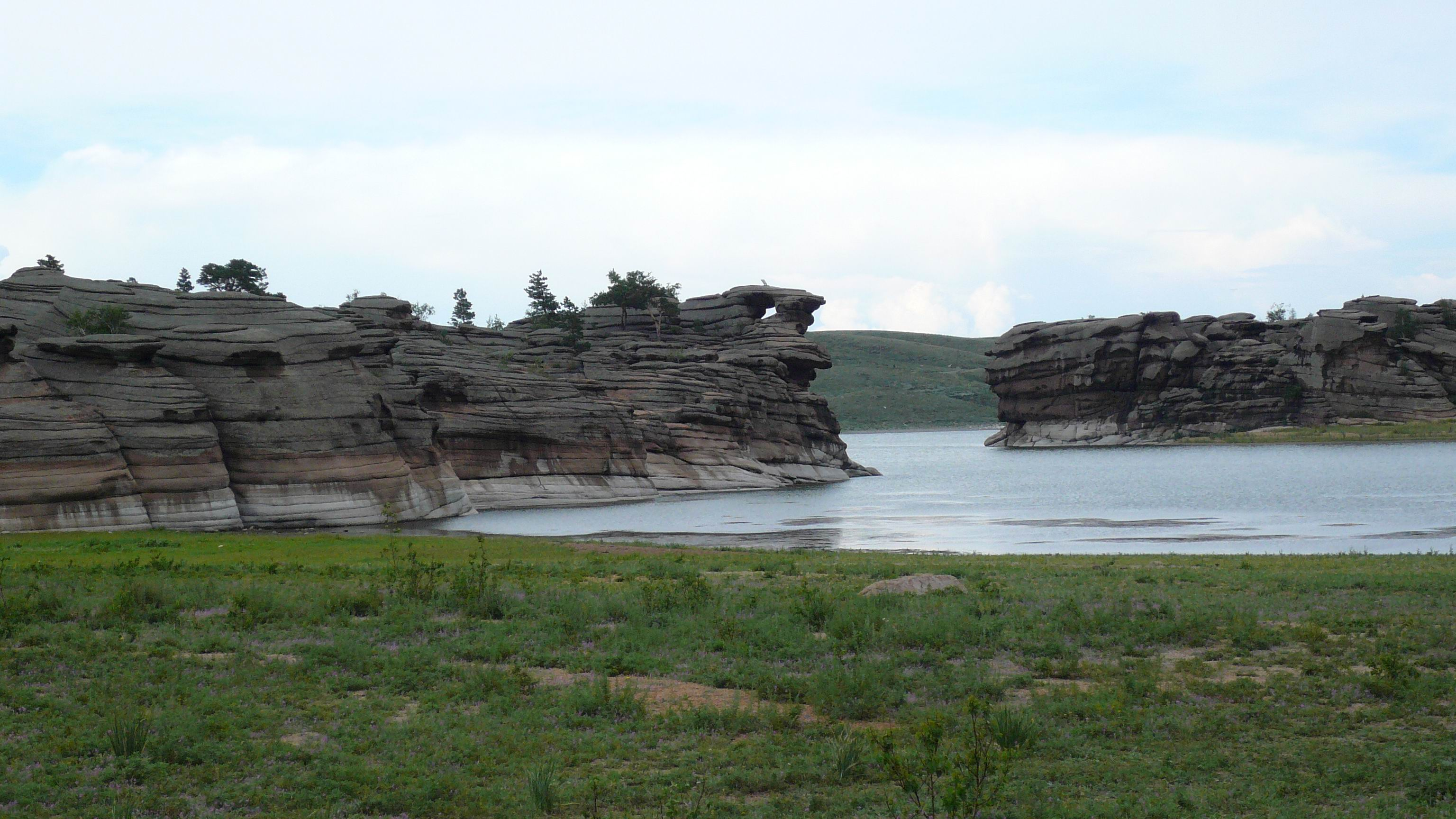
Остров на озере Торайгыр (справа)
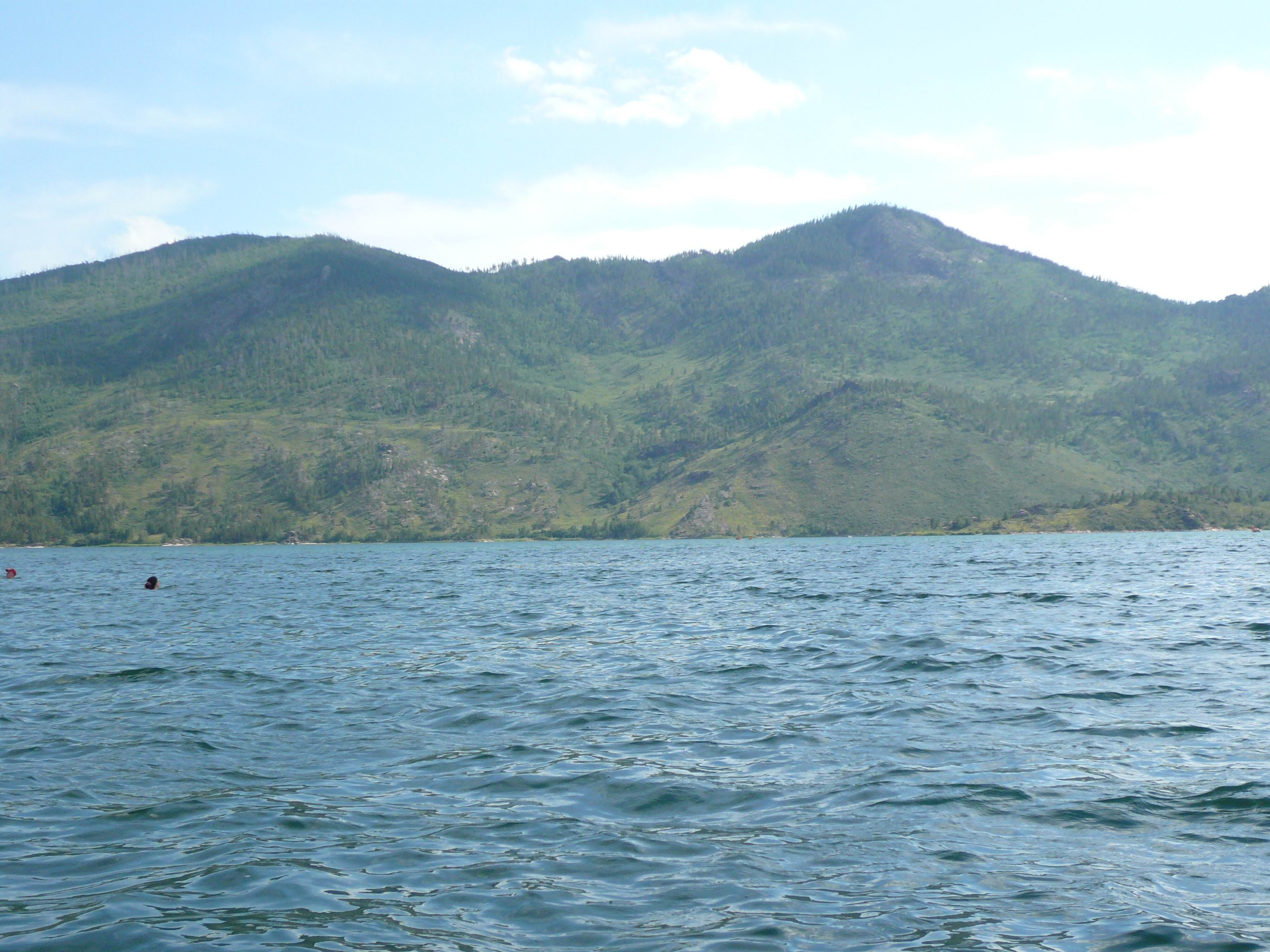
Озеро Жасыбай
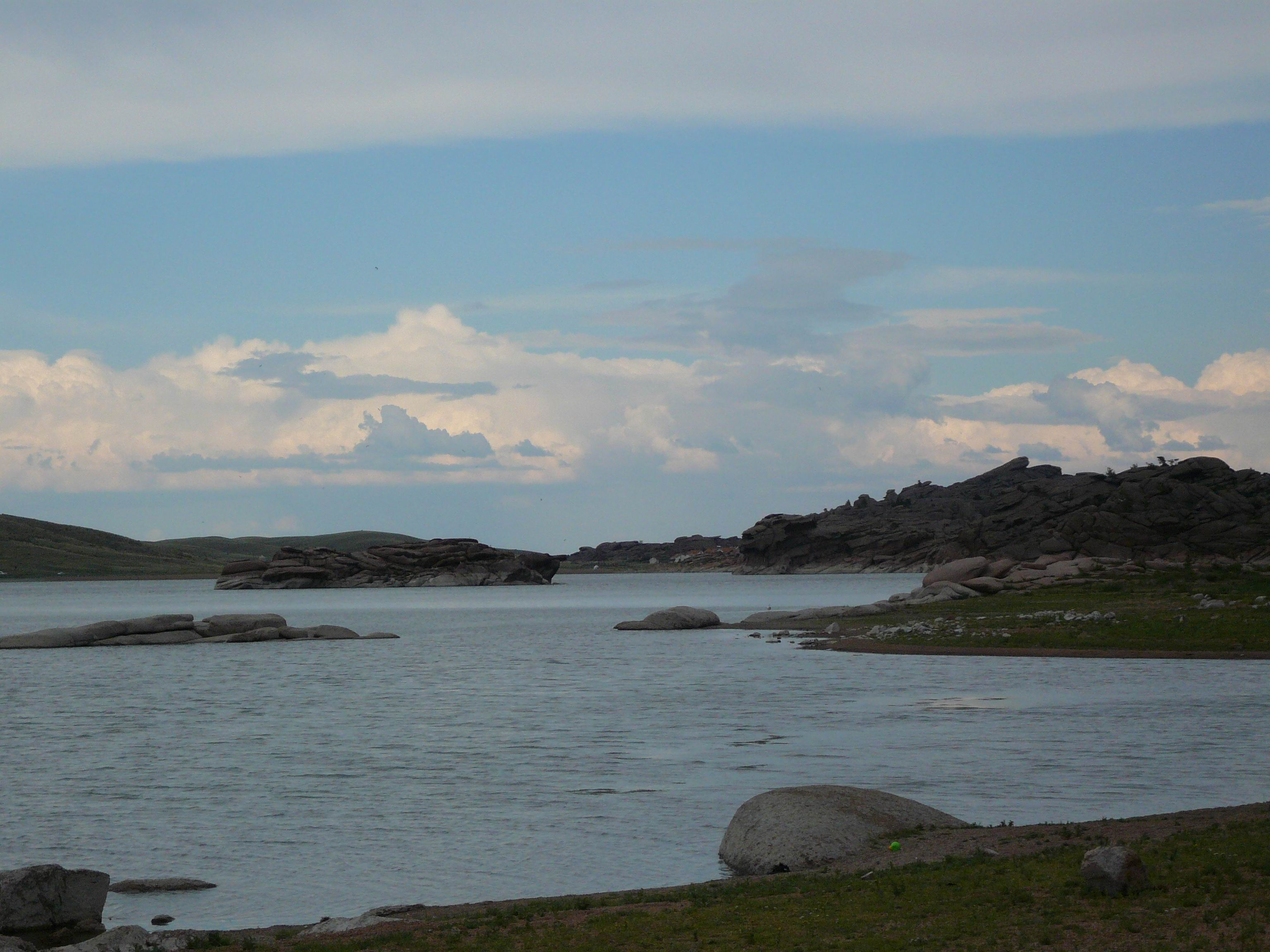
Озеро Торайгыр
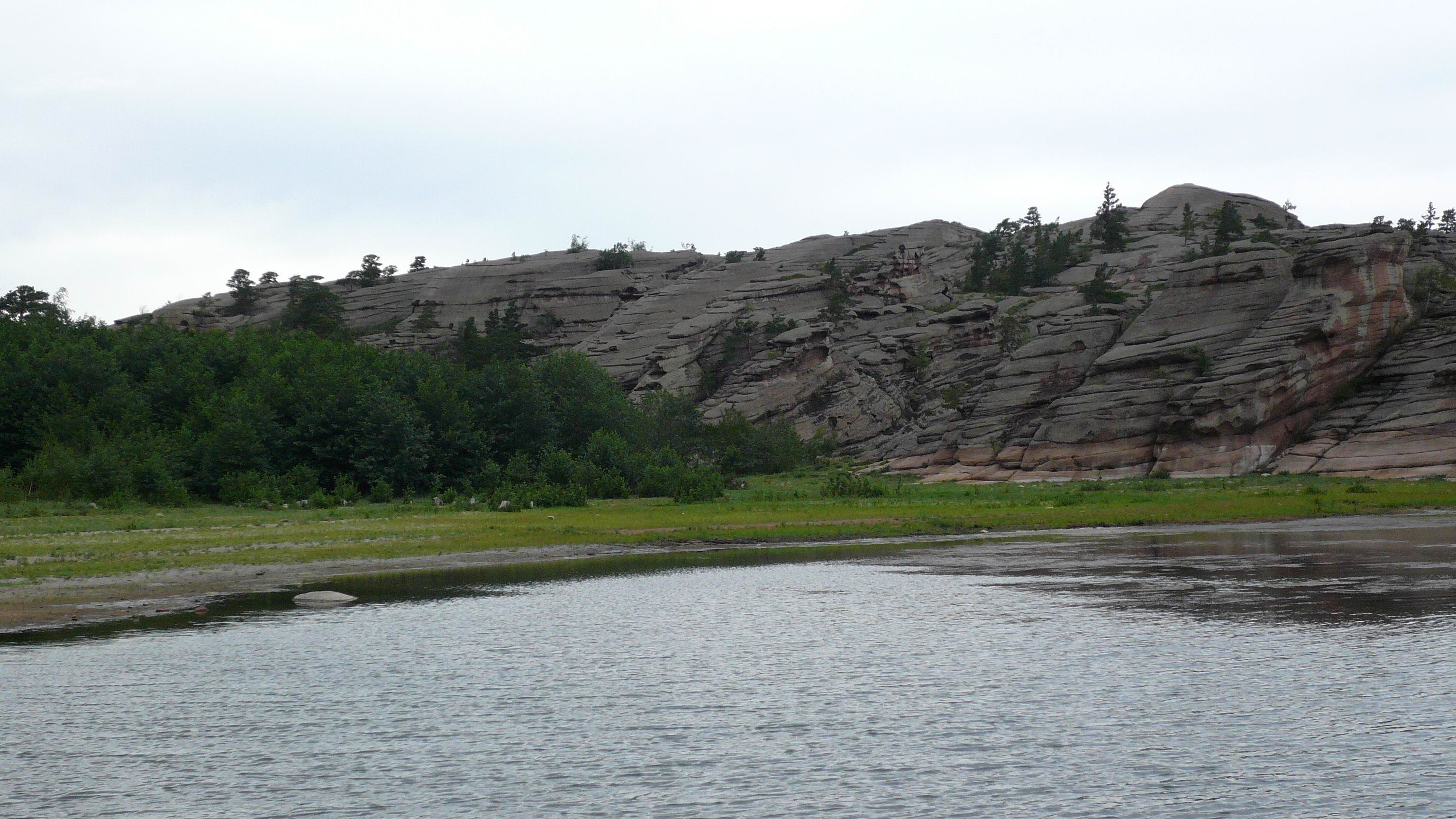
Заросли чёрной ольхи рядом с озером Торайгыр
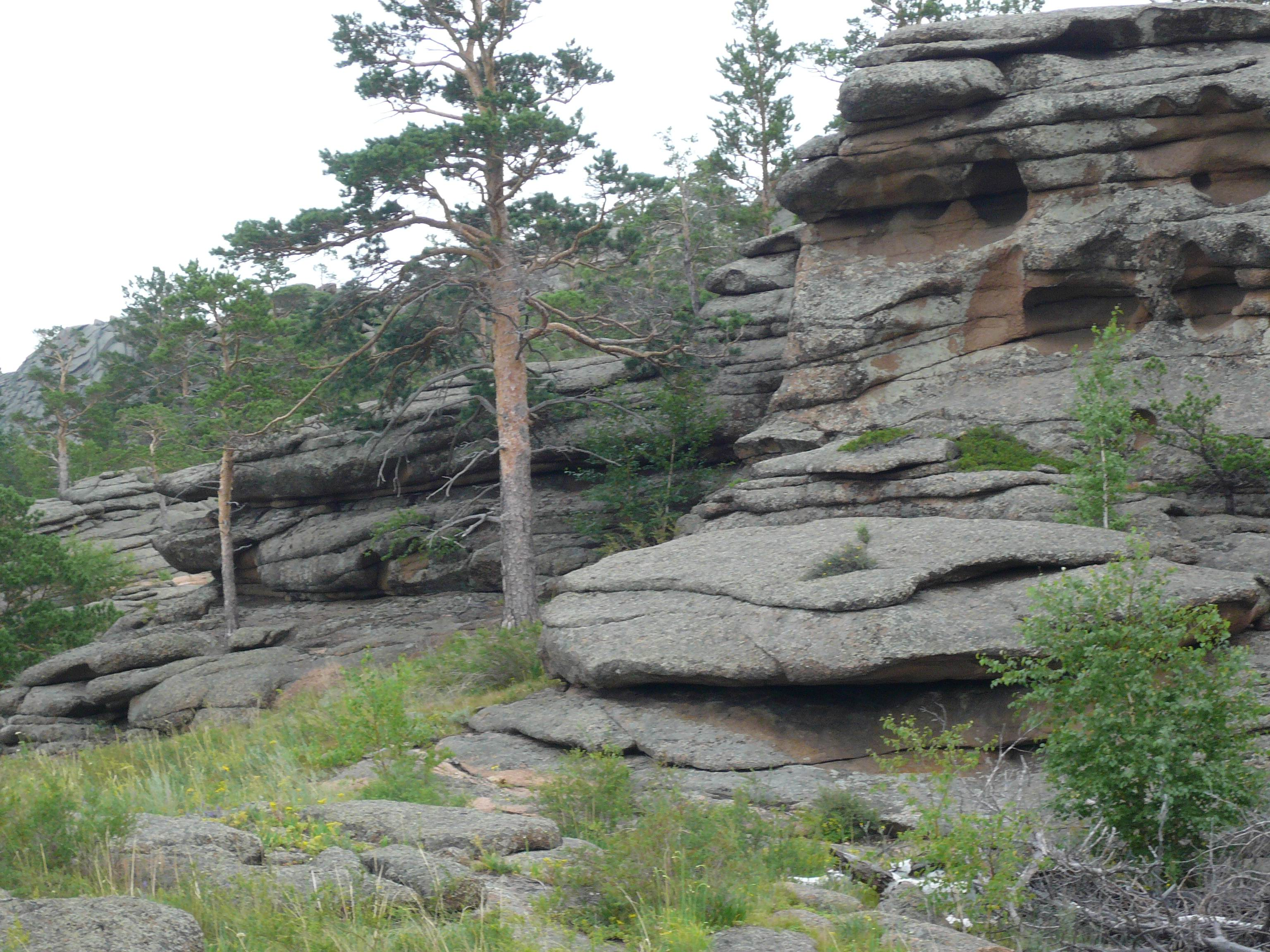
Пейзаж Баянаула с типичными камнями-лепёшками
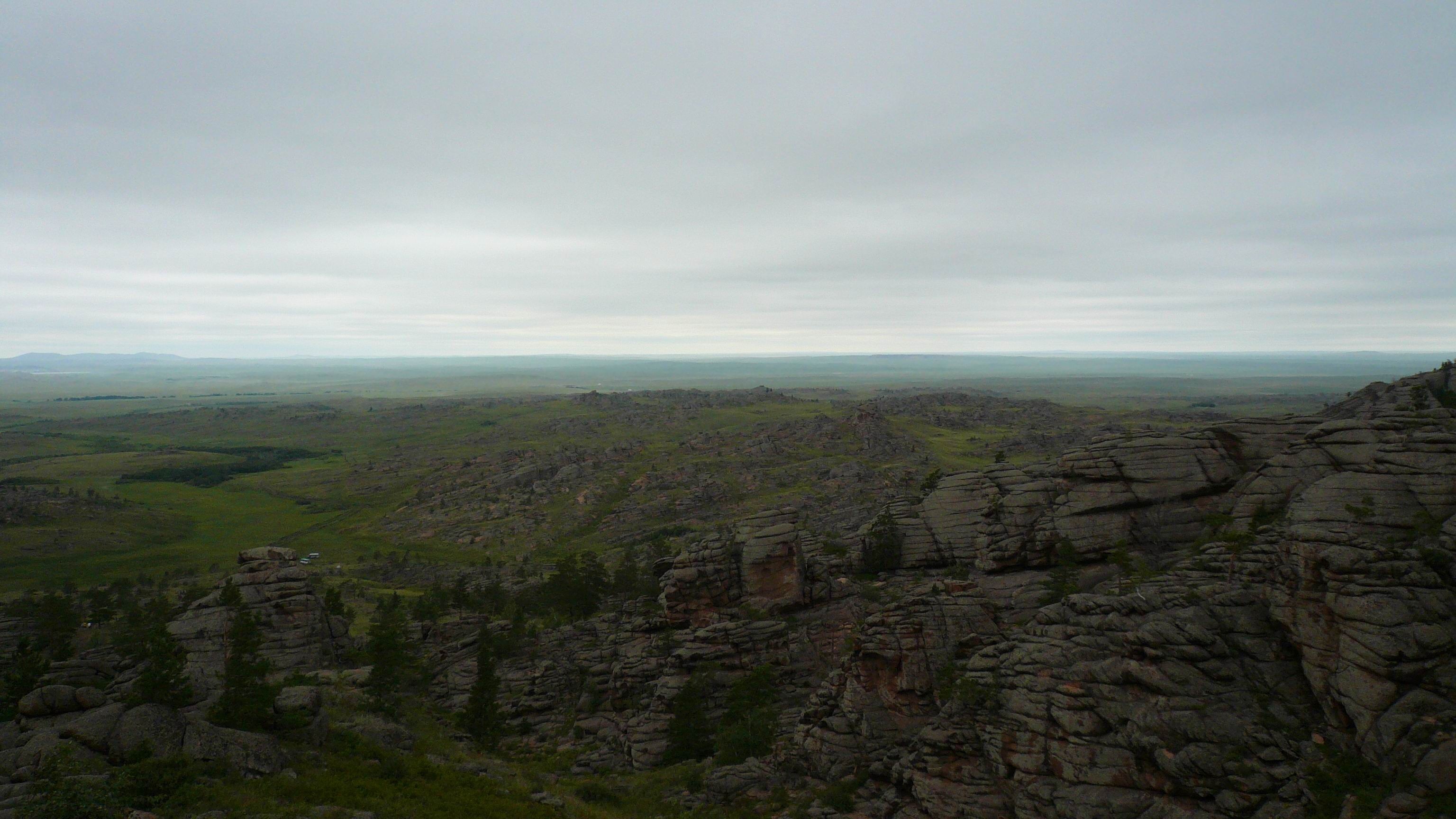
Вид Баянаула со стороны Священной Пещеры
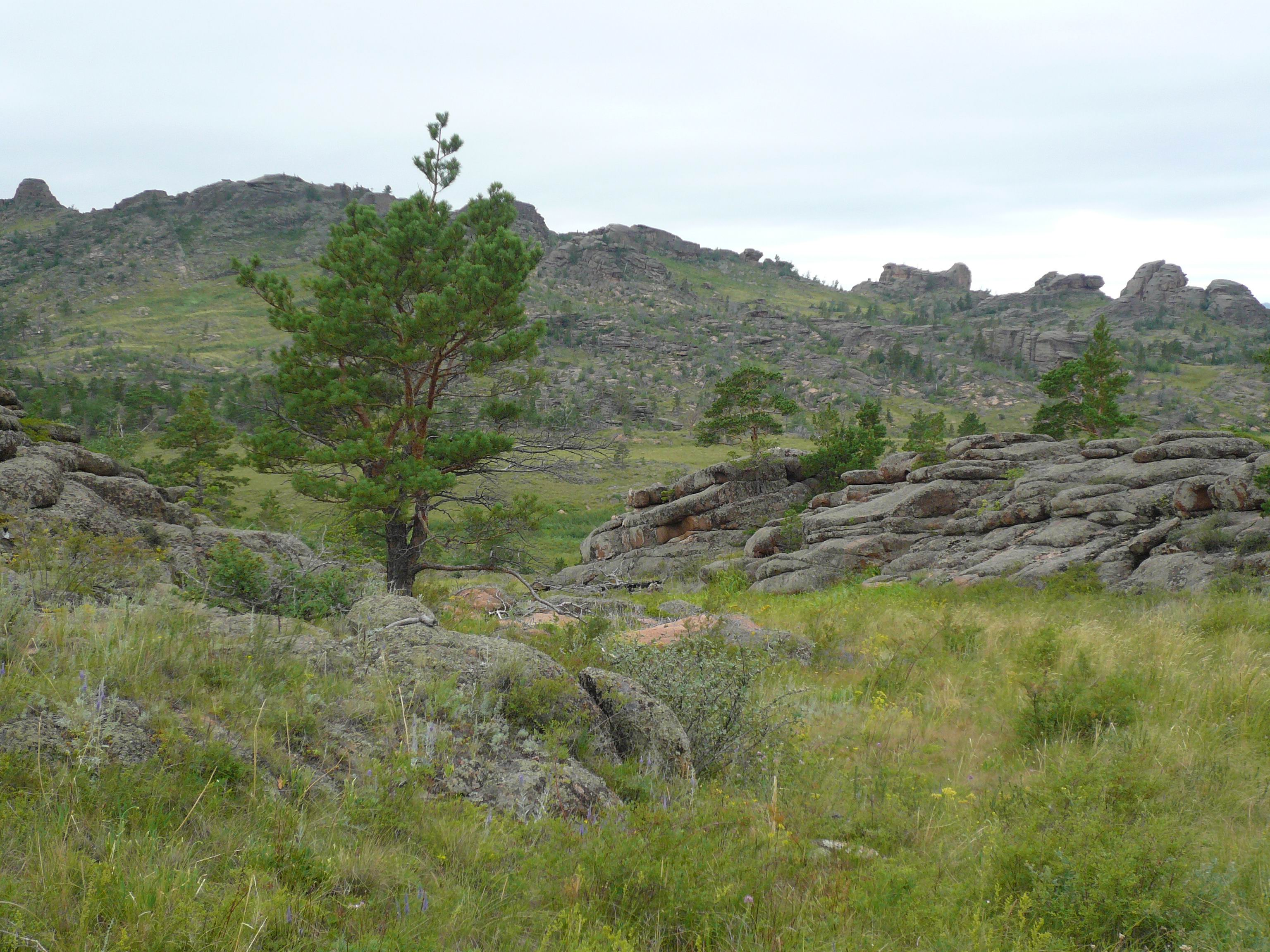
Пейзаж Баянаула
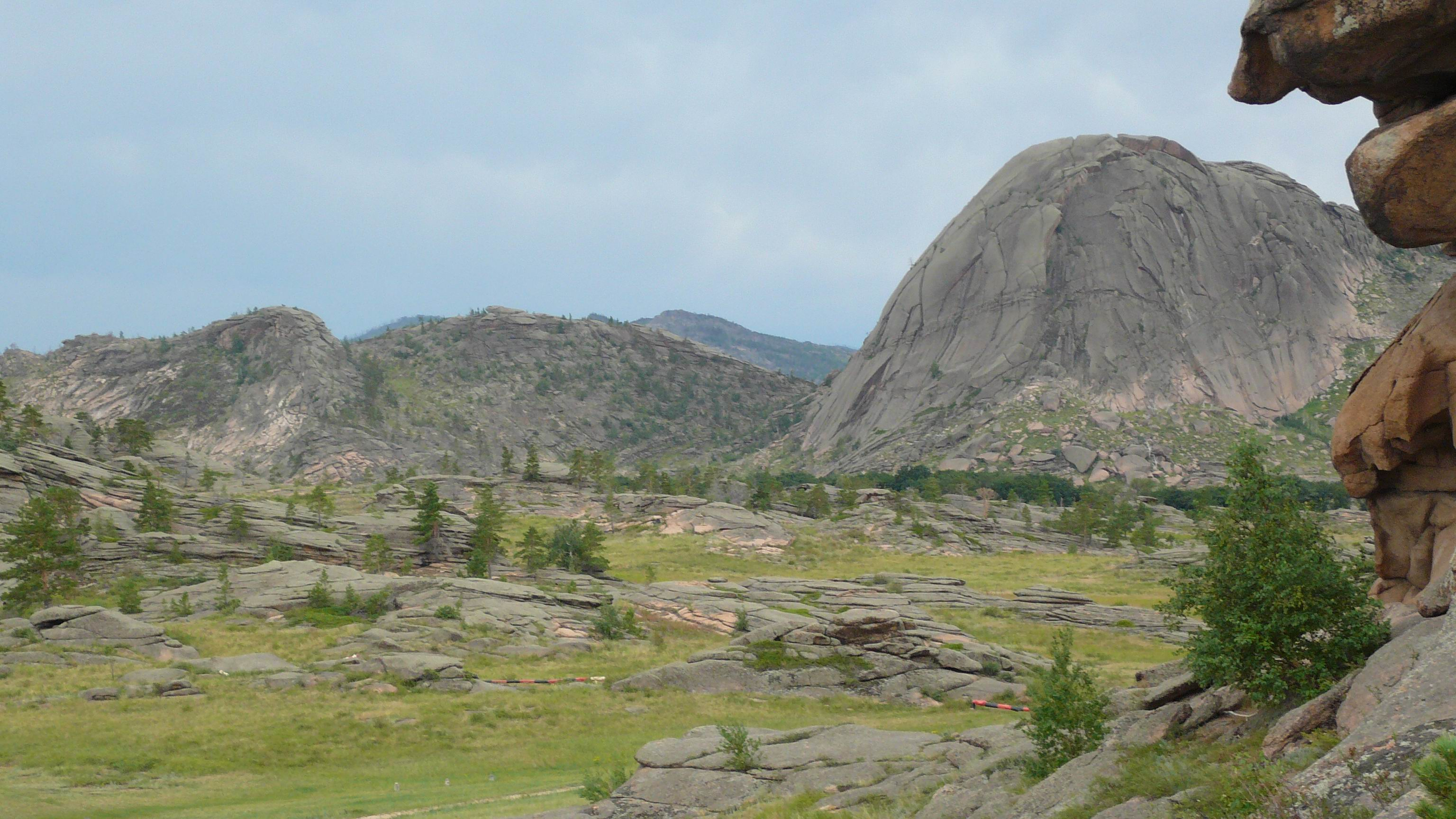
Гора Найзатас (справа)
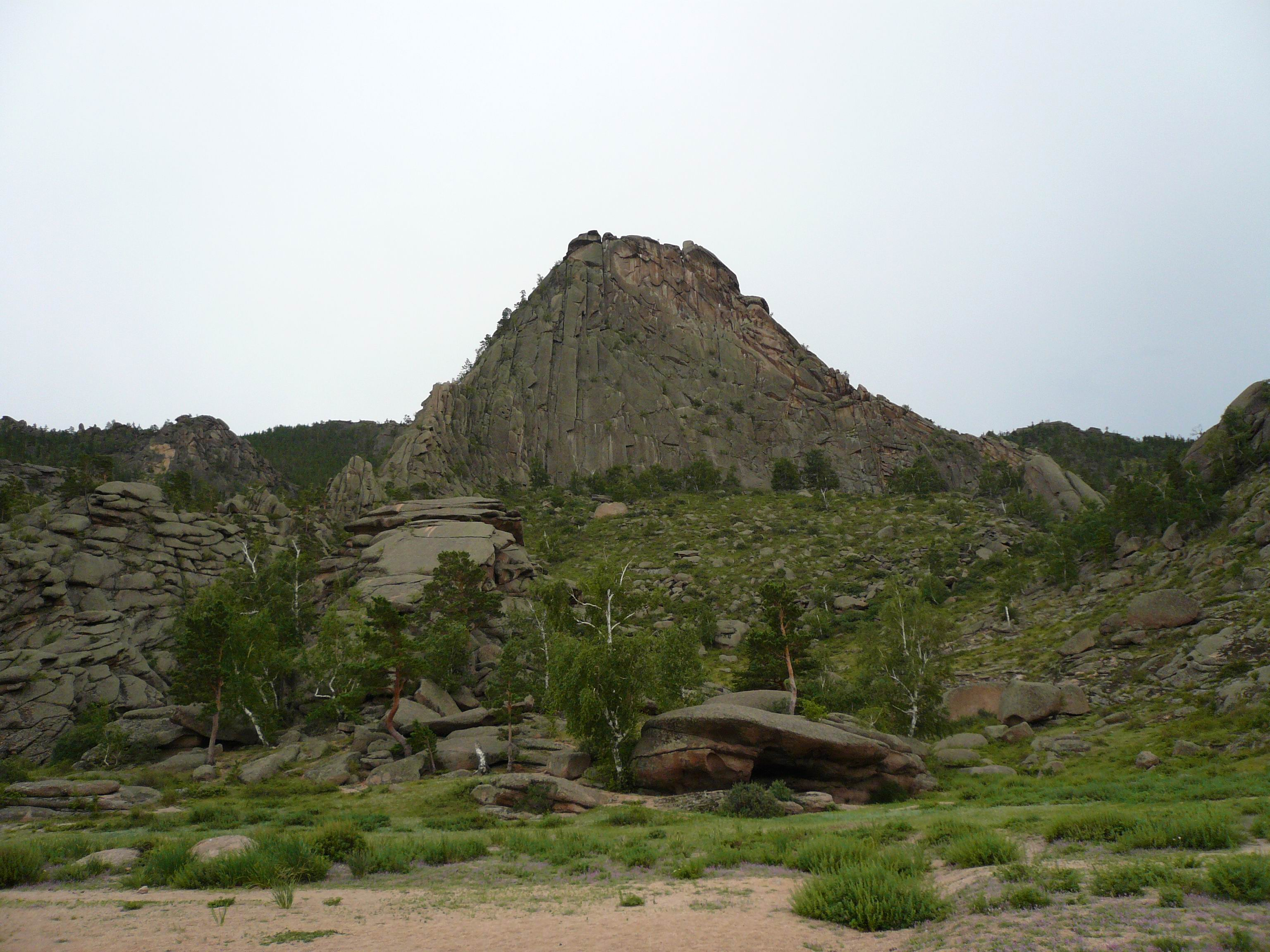
Пик Смелых возле озера Торайгыр
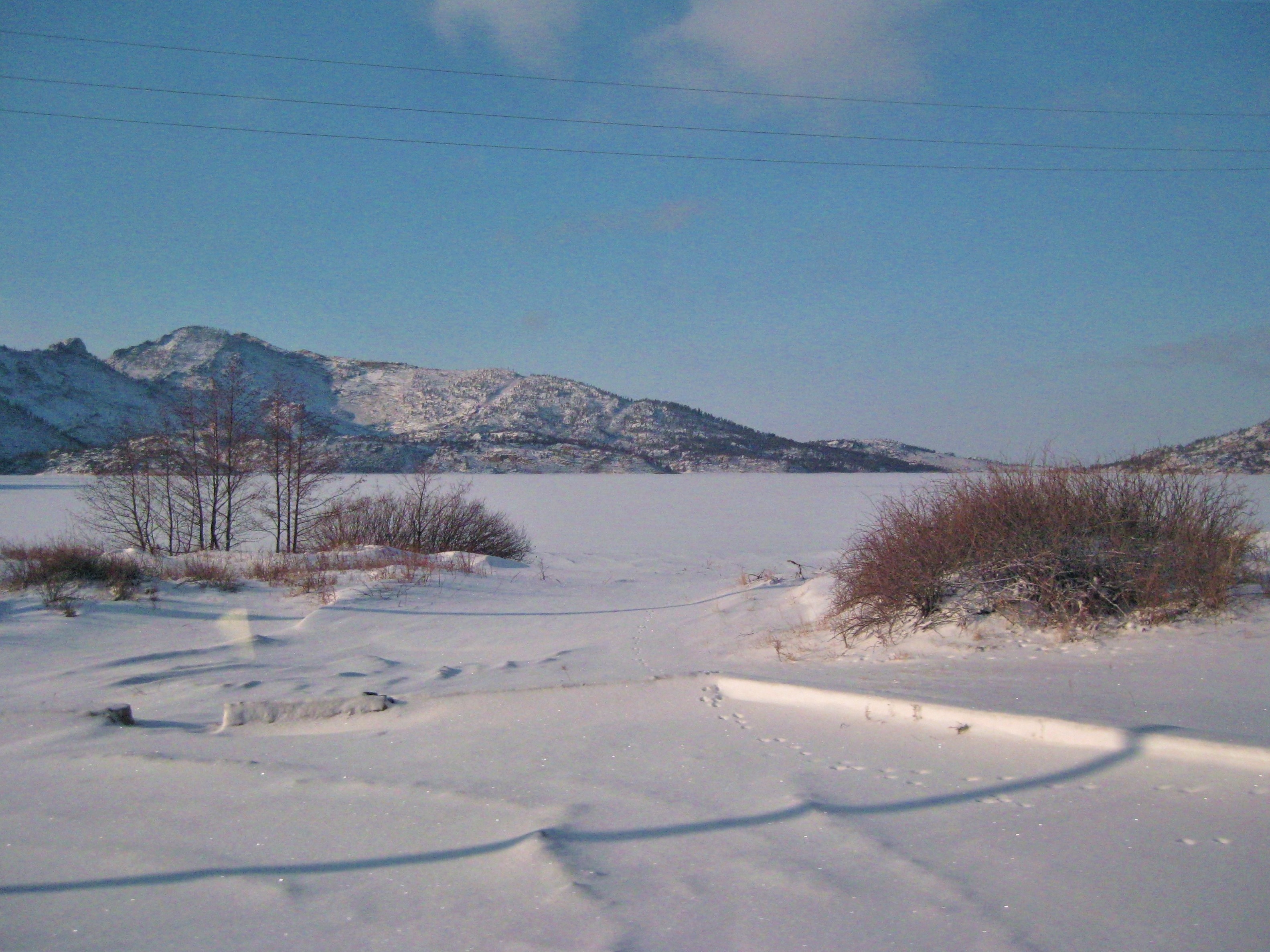
Зимний Жасыбай